# Oltre la vita
Oltre la vita è il trentasettesimo album in studio cantante italiano Mauro Nardi, pubblicato nel dicembre 2010 dalla Zeus.

## Tracce
1. Il mio rivale – 4:47 (D'Agostino - Borrelli - Luna)
2. Non è me che devi amare – 3:31 (Luna - Borrelli - Frungillo)
3. Nun me voglio appiccecà – 3:07 (D'Agostino - Borrelli - Luna)
4. Dimmelle – 4:05 (Borrelli - Luna)
5. Si perdesse a tte – 4:35 (Luna - Frungillo - Borrelli)
6. Malessere – 3:44 (Passaretti - Borrelli)
7. Oltre la vita – 3:42 (Luna - Borrelli)
8. Senza n'ammore – 3:46 (Luna - Borrelli)
9. Serenata a 'na sposa – 4:08 (Scuotto - Franzese)
10. So' nnammurato – 3:36 (L. D'Alessio)
11. Nun te crere – 3:03 (D'Agostino - Borrelli - Luna)
12. Ballo degli strumenti – 4:05 (Percopo - Frungillo - Borrelli)